# 南方新社
南方新社（なんぽうしんしゃ）は、鹿児島市に本拠を置く日本の出版社。おもに鹿児島県・奄美群島に関する書籍を出版している。自然、環境問題、歴史・文化などを中心に「生きるうえで必要な知識を」という原点を忘れず本作りを続ける。また、奄美群島に関する書籍を専門的に扱う国内唯一の出版社である。
2024年には設立３０周年を迎え、向原社長は「普通の企業は事業の拡大を考えると思うけれど、物事を大きくすることそのものが世の中を破綻に導く。大きくならず、小さくなるように暮らしていくのが一番いい」と発言している。

## 沿革
1993年東京から鹿児島へUターン移住した向原祥隆社長が編集事務所として創業し、翌年市泉町に出版社を設立。1995年、第一作として（佐藤正典ほか）『滅びゆく鹿児島：地域の人々が自ら未来を切り拓く』を刊行する。現在は年間25冊から30冊の書籍を手がけ、これまでに約６５０冊を世に送り出してきた。
重要な歴史史料の復元も手がけ、『玉里島津家文書上下巻』（河内和夫）、『奄美史料集成』（松下志朗）、『南西諸島史料集 第1巻』（松下志朗）、「新版　シマ　ヌ　ジュウリ」、また奄美の重要史料「道之島代官記集成」などを復刻。
「東京で出版した図鑑には鹿児島の動植物は載っていない」と鹿児島で見かける動植物を網羅した図鑑も数多く出しロングヒットとなっている。原発の危険性を指摘した「原発から風が吹く」（橋爪健郎編著）なども出している。
2005年、本社を鹿児島市下田町292-1に移転。段ボール箱830個総重量20トンを自力で敢行。2007年に鹿児島市川上町の荒地60m2に南方農園を開園。自然農の実践を開始。2008年には本社敷地内にトリ小屋を建設、自然卵養鶏を開始した。
『かごしま検定』（鹿児島商工会議所編, 2005）は爆発的なヒットとなり、部数は現在までに2万部を突破している。
2009年、『鹿児島環境学（１）』（鹿児島大学、鹿児島環境学研究会編）を鹿児島環境学シリーズとして刊行。南日本の民俗文化誌1『鹿児島昔話集』（下野敏見）を刊行。

## 受賞歴
- 1996年刊行の『たけのはし：甲突川五石橋』（こばやしたかこ：文・ふじひろし：絵）にて、第10回地方出版文化功労賞次席を受賞[9]。ISBN　978-4-931376-02-1
- 1996年刊行の詩集（茂山忠茂）『不安定な車輪』が、南日本文学賞、及び第25回壷井繁治賞を受賞。ISBN　978-4-931376-05-2
- 1998年、『榕樹の歌人たち』（義原ミヤ子）刊行。南日本出版文化賞を受賞。
- 1999年、『聖堂の日の丸』（宮下正昭）刊行。地方出版文化功労賞を受賞。
- 2004年、『地域と出版』（向原祥隆編著）刊行。地方出版文化功労賞奨励賞を受賞。
- 2007年、『「大石兵六夢物語」のすべて』（伊牟田經久）刊行。南日本出版文化賞を受賞。
- 2008年、『南九州の地名』（青屋正興）刊行。南日本出版文化賞を受賞。
- 2008年、『干潟の生きもの図鑑』（三浦知之）刊行。宮日出版文化賞を受賞。
- 2011年、『奄美民謡総覧』（セントラル楽器編）刊行。南日本出版文化賞を受賞。
- 2011年、『奄美沖縄環境史資料集成』（安渓遊地・当山昌直編）刊行。 沖縄タイムス出版文化賞、地方出版文化功労賞特別賞受賞。
- 2011年、『鹿児島環境学（３）』（鹿児島大学、鹿児島環境学研究会編）刊行。 南日本出版文化賞を受賞。
- 2015年、『ライフ・トーク』（ジェフリー・S・アイリッシュ、橋口博幸）刊行。南日本出版文化賞を受賞。
- 2017年、南方新社が第68回南日本文化賞受賞。

## 主な出版物
書籍
- 鹿児島の自然を記録する会編 『川の生きもの図鑑 - 鹿児島の水辺から』 （2002年 ISBN 4-931376-69-X）
- 福田晴夫ほか 『昆虫の図鑑 採集と標本の作り方 - 野山の宝石たち』（2005年 ISBN 4-86124-057-3）
- 昇曙夢 『大奄美史』(復刻版)（2009年 ISBN 9784861241666）